# Tropasteron luteipes
Tropasteron luteipes är en spindelart som beskrevs av Baehr 2003. Tropasteron luteipes ingår i släktet Tropasteron och familjen Zodariidae.
Artens utbredningsområde är Queensland. Inga underarter finns listade i Catalogue of Life.